# Fusinus lightbourni
Fusinus lightbourni is een slakkensoort uit de familie van de Fasciolariidae. De wetenschappelijke naam van de soort is voor het eerst geldig gepubliceerd in 1984 door M.A. Snyder.